# Сауле (Актогайський район)
Сауле́ (каз. Сәуле) — село у складі Актогайського району Карагандинської області Казахстану. Адміністративний центр Жидебайського сільського округу.
Населення — 543 особи (2021; 725 у 2009, 1009 у 1999, 1028 у 1989).
Національний склад станом на 1989 рік:
- казахи — 100 %.